# Dukat duński
Dukat duński (duń. ungersk gylden) - złota moneta duńska wzorowana na węgierskim dukacie, stąd znana była w Danii pod nazwą węgierskiego guldena.
Wprowadzony w 1584 roku dukat duński zawierał 3.39 grama czystego złota i stanowił 1/10 portugała. Zwartość złota w węgierskim guldenie, choć nieco niższa, niż w typowym dukacie, była o ponad 1/3 większa niż w guldenie duńskim. W 1584 w przeliczeniu na monety srebrne dukat duński wart był 1 i 5/7 talara duńskiego lub 6 i 4/5 marki duńskiej. Bito monety dwudukatowe, jednodukatowe, półdukatowe i ćwierćdukatowe.
Na przełomie XVII i XVIII wieku doszło do kryzysu gospodarczego i dużej inflacji. Wpłynęło to również na pogorszenie się monet duńskich. Z tego powodu w latach 1714–1717 wybite zostały pogorszone dukaty, tzw. dukaty kurant (duń. kurantdukat, l.mn. kurantdukaten), ważące 2.868 gramów i zawierające tylko 2.512 gramów czystego złota, przez co przypominały dawne złote guldeny. Dukat kurant różnił się od pełnego dukata, czyli dukata species zwanego węgierskim, ważącego 3.452 gramów i przy próbie 23 i 1/2 karata zawierającego 3.39 gramów czystego złota. Do końca wojny północnej dukat kurant miał narzucony kurs przymusowy 12 rigsdalerów kurant. Po zakończeniu wojny w 1721 jego kurs obniżono do 11 marek, czyli nieco mniej, niż 2 bite talary duńskie (rigsdaler in specie).

## Literatura
- Zbigniew Żabiński, Rozwój systemów pieniężnych w Europie zachodniej i północnej, Zakład Narodowy Imienia Ossolińskich - Wydawnictwo, Wrocław 1989, ISBN 83-04-02992-8